# Ов (река)
Ов (фр. Auve) — река во Франции, в регионе Гранд-Эст. Левый приток Эны. Длина — 20,2 км.
Протекает по департаменту Марна, начинаясь чуть западнее небольшого города Ов и впадая в Эну в городе Сент-Менеу.
На Ов стоят: Ов, Сент-Мар-сюр-Ов, Ла-Шапель-Фелькур, Жизокур, Доммартен-Дампьер, Сент-Менеу.